# Vasilisa Regio
La Vasilisa Regio è una formazione geologica della superficie di Venere.
È intitolato a Vassilissa, eroina di alcune fiabe russe.